# やのぱんの生活情報部
『やのぱんの生活情報部』（やのぱんのせいかつじょうほうぶ）は、2011年10月3日から2013年3月28日まで京都放送で放送されていた情報番組・報道番組で、総合司会を務めたやのぱん（矢野ひろし）のテレビ初の冠番組である。放送時間は毎週月曜 - 木曜 19:00 - 19:55。

## 概要
城陽市出身のやのぱんが、京都の旬の情報や身近なニュースをあらゆる角度から伝えていた帯番組。夕方の『京都新聞ニュース』を『京プラス』から移設する形で内包していたが（番組の放送が無い金曜には17:55 - 18:00に単独番組として放送）、本番組内包前まで行っていた京都新聞編集局からの中継コーナーなどは省略されていた。
番組の終了後、KBS平日帯のニュース番組枠は月曜 - 金曜 17:45 - 18:00に放送の新番組『newsフェイス』へと移行した。

## 出演者

### 総合司会
- やのぱん

### アシスタント
- 神谷ゆう子 - 月曜担当。
- 田口万莉 - 火曜担当。
- 河島あみる - 水曜担当。
- 藤田瞳 - 木曜担当。

### ニュースキャスター
- 梶原誠 - 月曜「もっと知りたい」担当。
- 海平和 - 火曜「気持ちいいんですヘルシーライフ」担当。
- 平野智美 - 水曜「くらしにちょっとアソビゴコロ」担当。
- 木村寿伸 - 木曜「ちょっとお出かけ」担当。

### リポーター
- 京都美少女図鑑